# Raya Haffar El-Hassan
Raya Haffar El-Hassan (Trípoli, Líbano, enero de 1967), también conocida como Raya al Hasán, es una política libanesa. Es miembro de la Alianza del 14 de marzo. Trabajó en el seno de varias administraciones en Líbano dirigiendo proyectos del Programa de las Naciones Unidas para el Desarrollo y el Banco Mundial. Es también miembro de la Ejecutiva del Movimiento del Futuro.
En 2009 fue nombrada Ministra de Economía de Líbano, siendo una de las dos únicas mujeres en el Gobierno. En 2019, fue nombrada Ministra del Interior y de los Municipios, una de las cuatro carteras más importantes del Gobierno. Se convirtió en la primera mujer nominada para este puesto responsable de la seguridad nacional en la historia del Líbano y del mundo árabe.

## Formación
Raya Haffar El-Hassan se graduó en Gestión Administrativa en la Universidad Americana de Beirut en 1987. Posteriormente obtuvo un MBA en Finanzas e Inversión en la Universidad George Washington en 1990.

## Carrera política
En noviembre de 2009, Raya Haffar El-Hassan se convirtió en la primera mujer en ser nombrada Ministra de Economía de Líbano (una de las cuatro "carteras soberanas"), formando parte del Gobierno del primer ministro Saad Hariri. En este equipo de gobierno solo había dos mujeres, la propia El-Hassan y Mona Afeich, Ministra de Estado sin cartera, y se mantuvieron en sus cargos durante toda la legislatura cuya duración se extendió entre noviembre de 2009 a enero de 2011.
El 31 de enero de 2019, El-Hassan fue nombrada Ministra del Interior y de los Municipios por el primer ministro, Saad Hariri, quien tras su reelección formó su tercer gobierno. Está compuesto por 4 mujeres y 26 hombres. Las otras tres ministras ocuparonn las carteras de Energía, de Desarrollo Administrativo y Empoderamiento Económico de la Mujer y de la Juventud.
El-Hassan se convirtió en la primera mujer nombrada para este cargo en la historia del Líbano y del mundo árabe. Se trata de la cartera de seguridad, tradicionalmente desempeñada por hombres, por lo que consideró un hito. Ella declaró que "es un orgullo para todas las mujeres y para la gente que cree en la capacidad de la mujer" y que "hay muchas ministras de Interior y Defensa en el mundo y han demostrado su competencia. Puede ser algo nuevo para Líbano y los países árabes, pero esperemos que se repita".

## Vida personal
Es madre de tres criaturas.